# Albin Breitenmoser (Unternehmer)
Albin Breitenmoser (* 9. Mai 1899 in Appenzell; † 24. Februar 1983 ebenda, katholisch, heimatberechtigt in Appenzell) war ein Schweizer Unternehmer.

## Leben
Albin Breitenmoser kam als Sohn des Andreas Anton Breitenmoser und der Magdalena Wilhelmina geborene Schläpfer zur Welt. Er absolvierte von 1915 bis 1918 eine Ausbildung im französischsprachigen Teil der Schweiz, bevor er sich in der Webereibranche in Zofingen weiterbilden liess.
In der Folge fungierte Breitenmoser zunächst ab 1918 als Mitbeteiligter im Volksmagazin, dem Textilgeschäft seines Vaters, anschliessend ab 1923 als Mitbegründer der Firma Doerig Taschentücher AG in Appenzell. 1944 machte sich Albin Breitenmoser schliesslich selbstständig und gründete das Textilunternehmen alba Albin Breitenmoser AG, dazu noch zwischen 1947 und 1948 die weba Weberei Appenzell AG, die nach der Zerstörung durch einen Grossbrand im Jahr 1958 zwischen 1959 und 1960 wieder aufgebaut wurde. Dazu leitete er 1966 den Aufbau einer Vertriebsorganisation nach Österreich.
Überdies liess Breitenmoser zwischen 1960 und 1970 Bau sechzig Firmenwohnungen für seine Mitarbeiter bauen. Als Unternehmer mit Pioniergeist wirkte er zusätzlich in verschiedenen gewerblichen und industriellen Organisationen mit.
Albin Breitenmoser war verheiratet mit Maria Katharina, der Tochter des Baumeisters Luigi Lionelli Mascetti. Er verstarb am 24. Februar 1983 knapp vor Vollendung seines 84. Lebensjahres in Appenzell.